# Naubates pterodromi
Naubates pterodromi är en insektsart som beskrevs av Bedford 1930. Naubates pterodromi ingår i släktet Naubates och familjen fjäderlöss. Inga underarter finns listade i Catalogue of Life.